# Pyrestes miniatus
Pyrestes miniatus là một loài bọ cánh cứng trong họ Cerambycidae.